# Bosso
Bosso (auch: Boso) ist eine Landgemeinde und der Hauptort des gleichnamigen Departements Bosso in Niger.

## Geographie
Die Gemeinde befindet sich im äußersten Südosten des Landes in der Landschaft Manga. Bosso liegt in der Sahelzone am Fluss Komadougou Yobé, an der Staatsgrenze zu Nigeria und am früheren Ufer des Tschadsees. Die Regionalhauptstadt Diffa ist 85 Kilometer entfernt. Die Nachbargemeinden Bossos in Niger sind Kabléwa und N’Guigmi im Norden, Toumour im Nordwesten und Gueskérou im Südwesten. In geologischer Hinsicht befindet sich der Ort in einem dem Erdzeitalter Quartär zugerechneten Gebiet.
Bei den Siedlungen im Gemeindegebiet handelt es sich um 53 Dörfer, 66 Weiler, 44 Lager und zwei Wasserstellen. Der Hauptort der Landgemeinde ist das Dorf Bosso. Es liegt auf einer Höhe von 284 m. Ein weiteres historisch bedeutendes Dorf im Gemeindegebiet ist Barwa.

## Geschichte

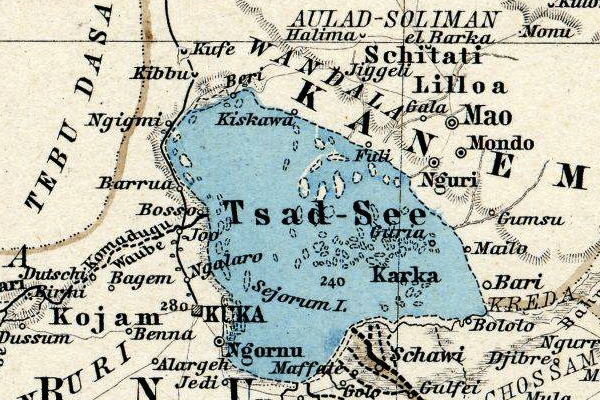
Bosso in Stielers Hand-Atlas (1891)

Bosso wurde um 1780 von einem Tuareg-Anführer namens Aoudou gegründet und befestigt. Die Herrschaft über den Ort übernahmen in weiterer Folge Aoudous Sohn Tar, Tars Sohn Abdou und schließlich im Jahr 1906 Abdous Sohn Lossey, der den Titel Katiella annahm. Die französische Forschungs- und Militärexpedition Mission Foureau-Lamy machte am 2. Februar 1900 in Bosso Station.
Bei der Hungerkrise in Niger 2005 gehörte Bosso zu den am stärksten betroffenen Orten. Hier hatte die Bevölkerung weniger als eine Mahlzeit am Tag zur Verfügung. Seit 2011 gehört die Landgemeinde nicht mehr zum Departement Diffa, sondern zum neugeschaffenen Departement Bosso.

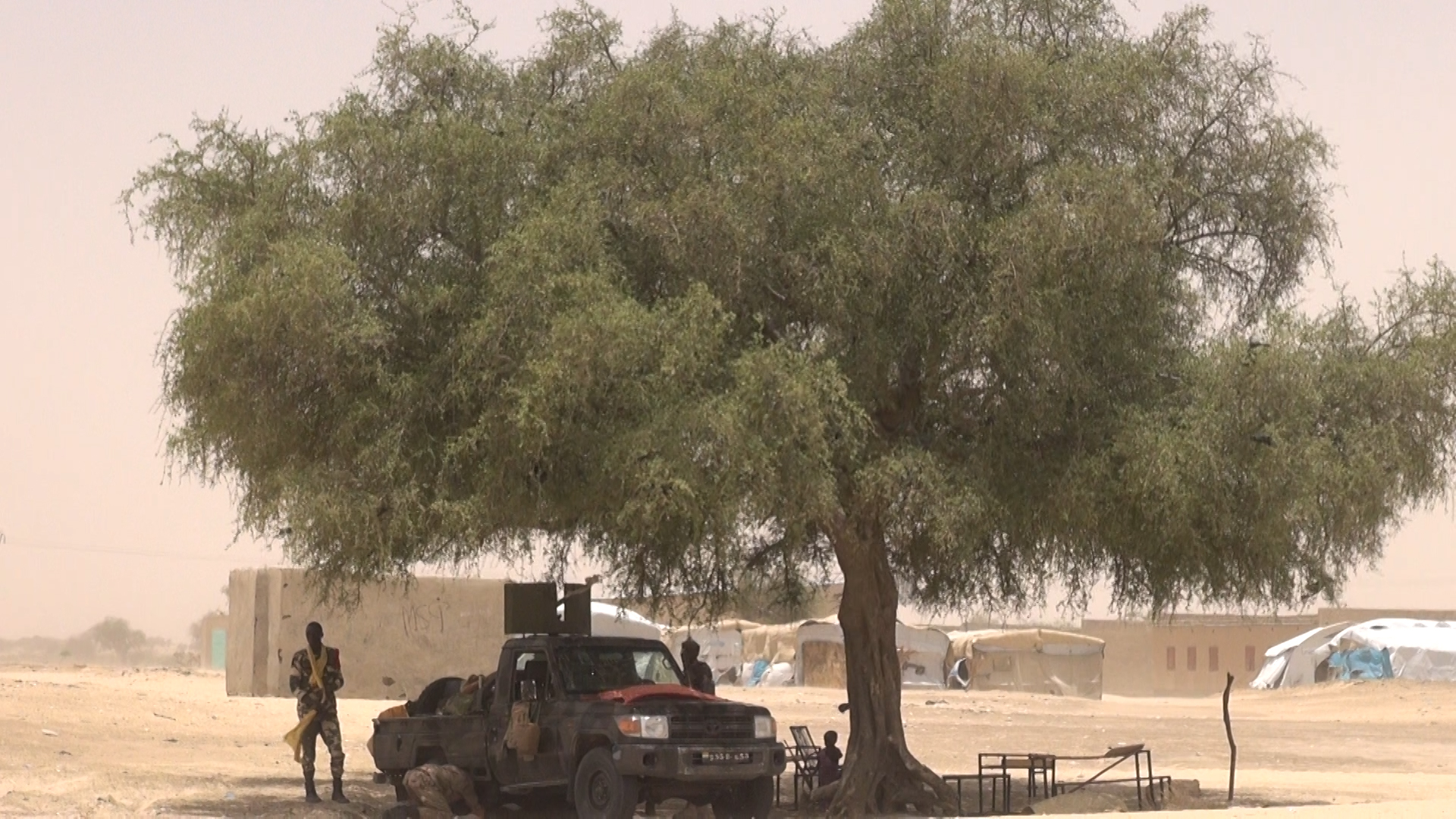
Ein Militärfahrzeug vor einer Schule in Bosso (2017)

Nach einem Angriff der islamistischen Terrorgruppe Boko Haram auf die Ortschaft Baga in Nigeria im April 2013 flüchteten etwa 2000 Einwohner Bagas nach Bosso. In den darauffolgenden Wochen erhöhte sich die Anzahl der Flüchtlinge aus Nigeria, die in Bosso vor Boko Haram Schutz suchten, auf über 6000. Sie kamen aus verschiedenen Orten im nigerianischen Bundesstaat Borno.
Die Streitkräfte Nigers und die Streitkräfte Tschads wehrten am 6. Februar 2015 einen Angriff der Terrorgruppe auf Bosso ab, die den Ort vorübergehend eingenommen hatte. Der Angriff Boko Harams auf Bosso war der erste der Gruppe auf nigrischem Territorium. Im April 2015 griff Boko Haram Stützpunkte der Streitkräfte Nigers auf den zu Bosso gehörenden Tschadsee-Inseln Lallewa Kerea und Karamga an. Dabei kamen etwa 60 Soldaten, 156 Boko-Haram-Kämpfer und 28 Zivilisten ums Leben. Die nigrischen Behörden ordneten kurz darauf die Evakuierung aller bewohnten Tschadsee-Inseln an. Etwa 25.700 Menschen zogen von den Inseln auf das Festland in Bosso und der Nachbargemeinde N’Guigmi.
Im Juli 2015 verschlechterte sich die Sicherheitslage weiter. Es kam zu Attacken von Boko Haram auf die zu Bosso gehörenden Dörfer Tchoukoudjani und Dagaya. Menschen flüchteten aus dem Gemeindegebiet in die Nachbargemeinden Kabléwa, N’Guigmi und Toumour. In der Gemeinde Bosso selbst lebten Ende 2016 2240 Kinder und Jugendliche im Alter von 4 bis 19 Jahren, die Flüchtlinge, Rückkehrer oder Binnenvertriebene waren. Im Januar 2021 betrug die Gesamtzahl der von Zwangsmigration betroffenen Personen in Bosso 7835.

## Bevölkerung

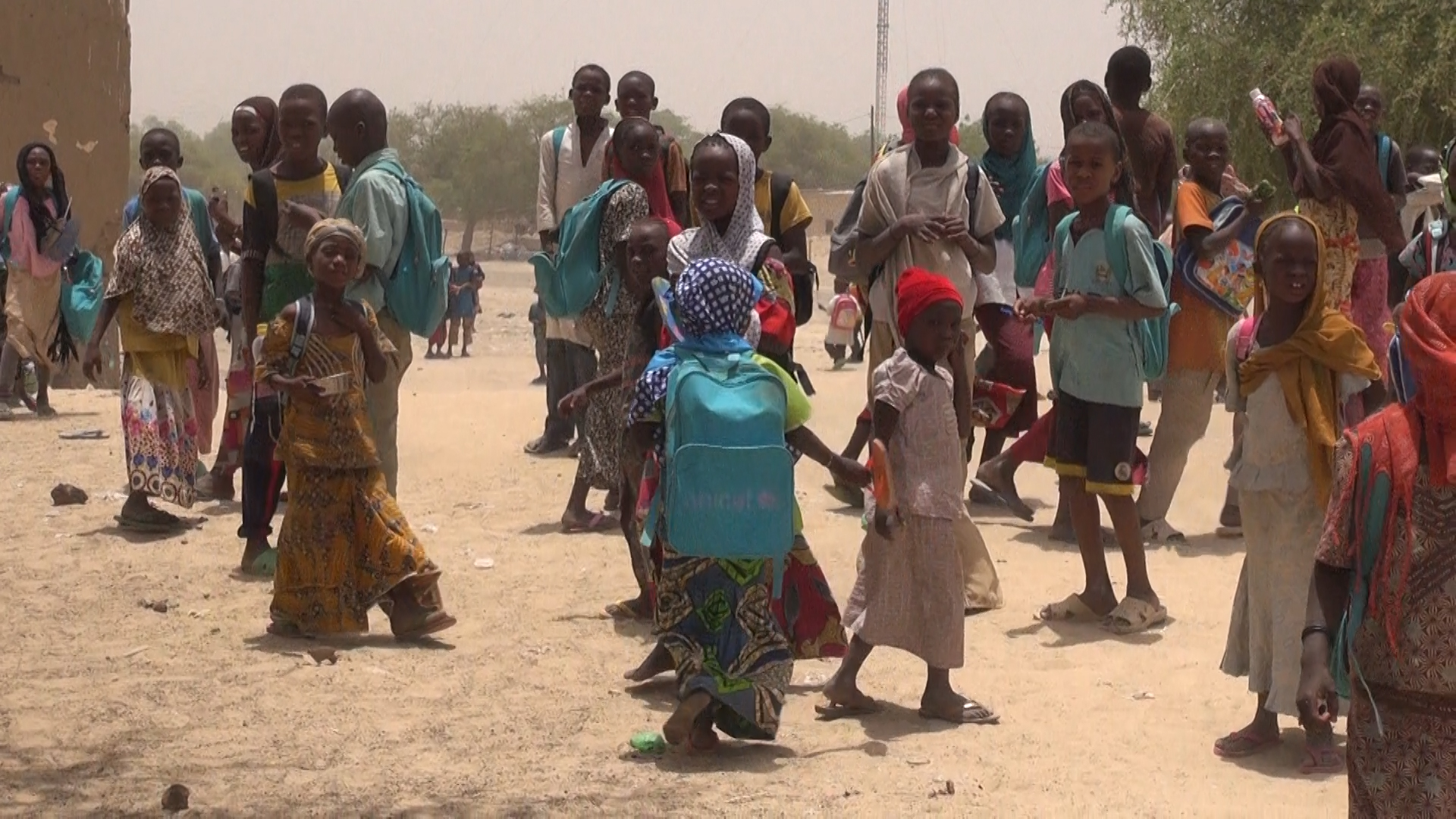
Schulkinder in Bosso (2017)

Bei der Volkszählung 2012 hatte die Landgemeinde 65.022 Einwohner, die in 11.319 Haushalten lebten. Bei der Volkszählung 2001 betrug die Einwohnerzahl 36.942 in 6.964 Haushalten.
Im Hauptort lebten bei der Volkszählung 2012 4.767 Einwohner in 871 Haushalten, bei der Volkszählung 2001 3.062 in 577 Haushalten und bei der Volkszählung 1988 1.758 in 414 Haushalten.
In ethnischer Hinsicht ist die Gemeinde ein Siedlungsgebiet von Mober und Fulbe.

## Politik
Der Gemeinderat (conseil municipal) hat 18 Mitglieder. Mit den Kommunalwahlen 2020 sind die Sitze im Gemeinderat wie folgt verteilt: 8 PNDS-Tarayya, 4 MNSD-Nassara, 3 MPR-Jamhuriya und 3 PJP-Génération Doubara.
Jeweils ein traditioneller Ortsvorsteher (chef traditionnel) steht an der Spitze von 47 Dörfern in der Gemeinde, darunter dem Hauptort.

## Wirtschaft und Infrastruktur

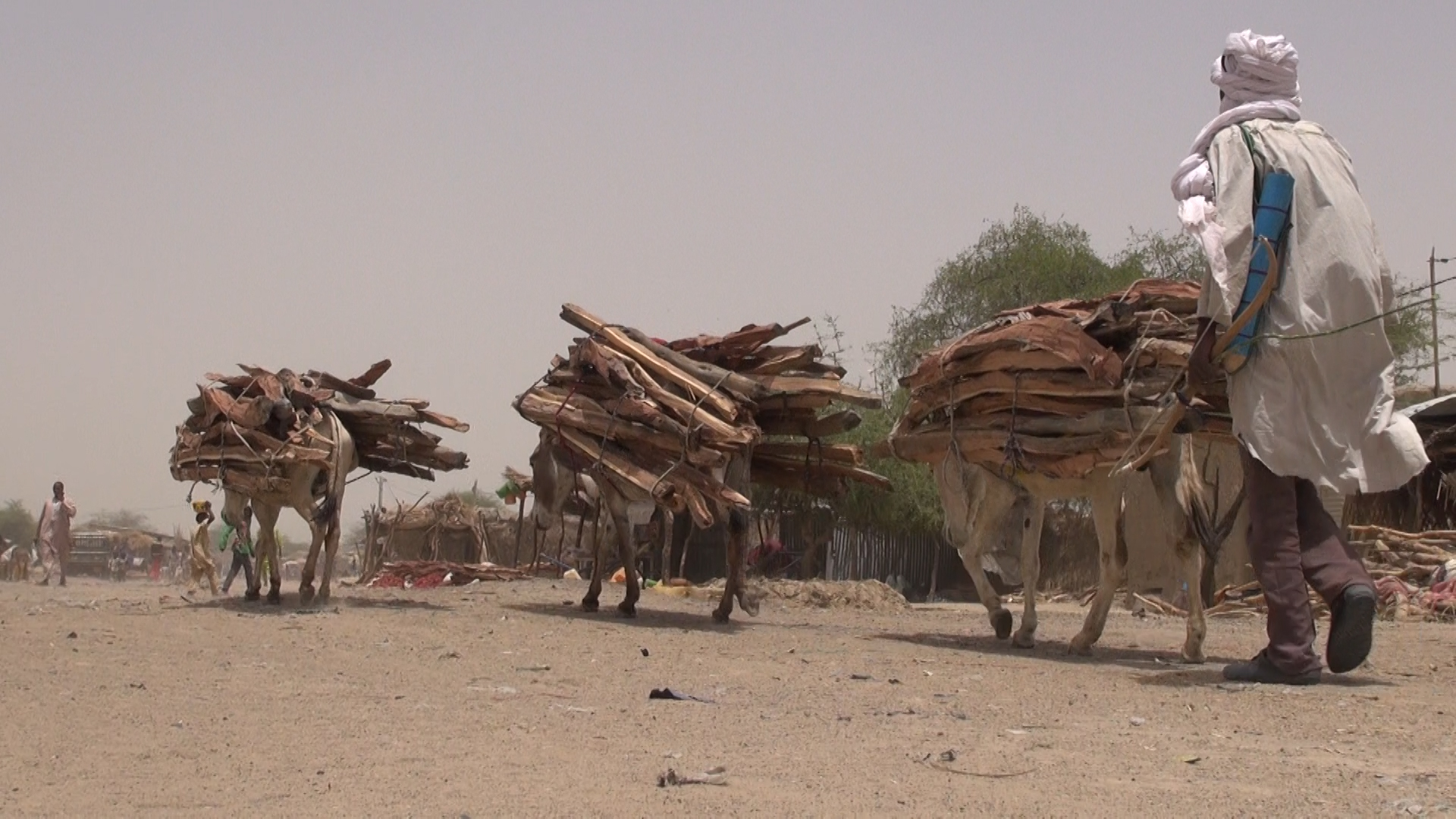
Packesel auf dem Markt in Bosso (2017)

Die Bevölkerung betreibt vor allem Fischerei und Kunsthandwerk. Produziert werden Lederwaren und aus Palmblättern hergestellte Gegenstände. Der Markttag in Bosso ist Sonntag. Das staatliche Versorgungszentrum für landwirtschaftliche Betriebsmittel und Materialien (CAIMA) unterhält eine Verkaufsstelle im Hauptort. In der Umgebung der Ortschaft werden Kouri-Rinder gehalten. In Teilen der Gemeinde wird Regenfeldbau betrieben.
Gesundheitszentren des Typs Centre de Santé Intégré (CSI) sind im Hauptort sowie in den Siedlungen Bandi, Barwa und Dagaya vorhanden. Das Gesundheitszentrum im Hauptort verfügt über ein eigenes Labor und eine Entbindungsstation. Der CEG Bosso ist eine allgemein bildende Schule der Sekundarstufe des Typs Collège d’Enseignement Général (CEG). Beim Collège d’Enseignement Technique de Bosso (CET Bosso) handelt es sich um eine technische Fachschule und beim Centre de Formation aux Métiers de Bosso (CFM Bosso) um ein Berufsausbildungszentrum.
Im Hauptort gibt es eine Niederschlagsmessstation.